# ランス潮汐発電所

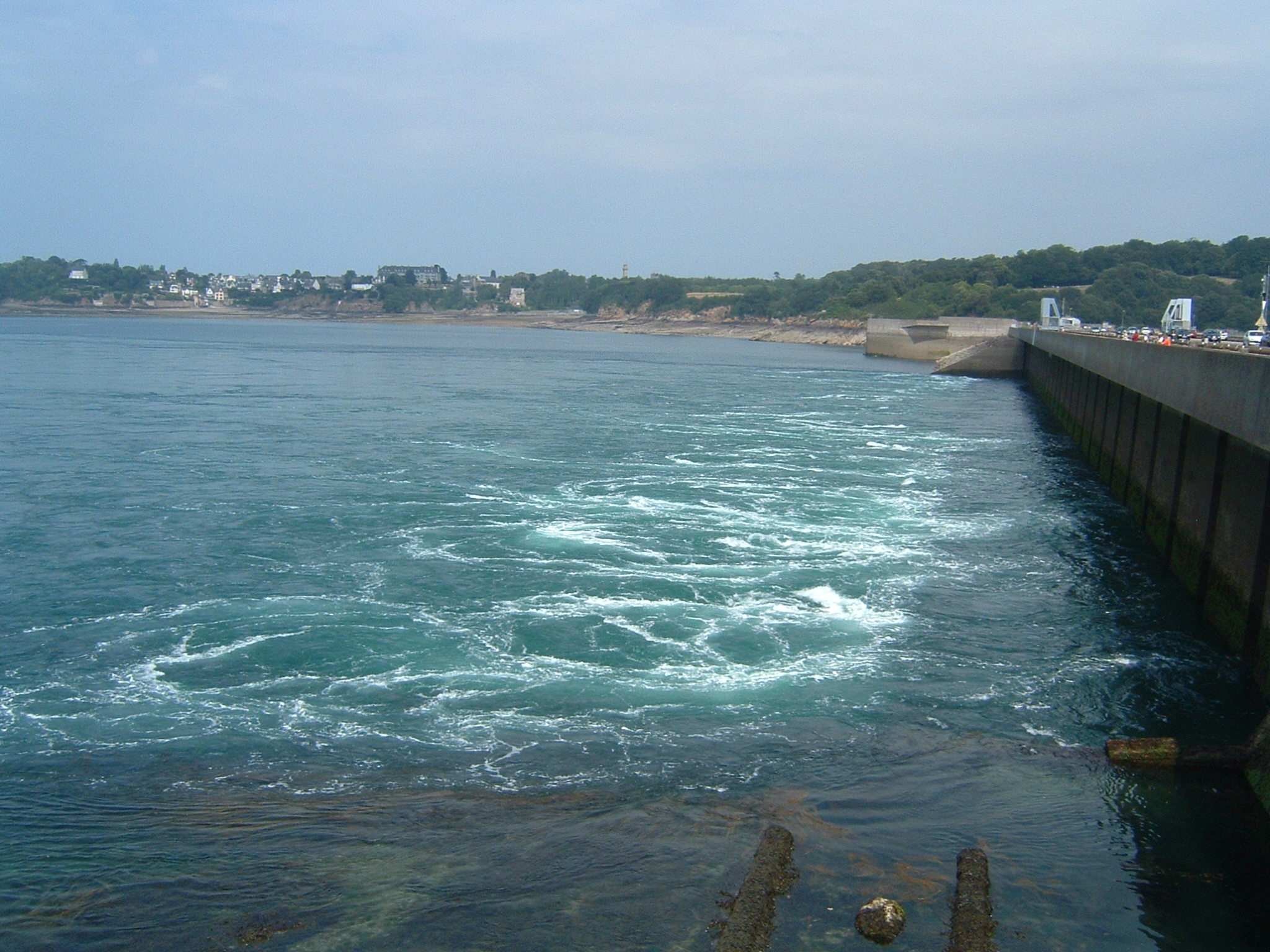
別方向から

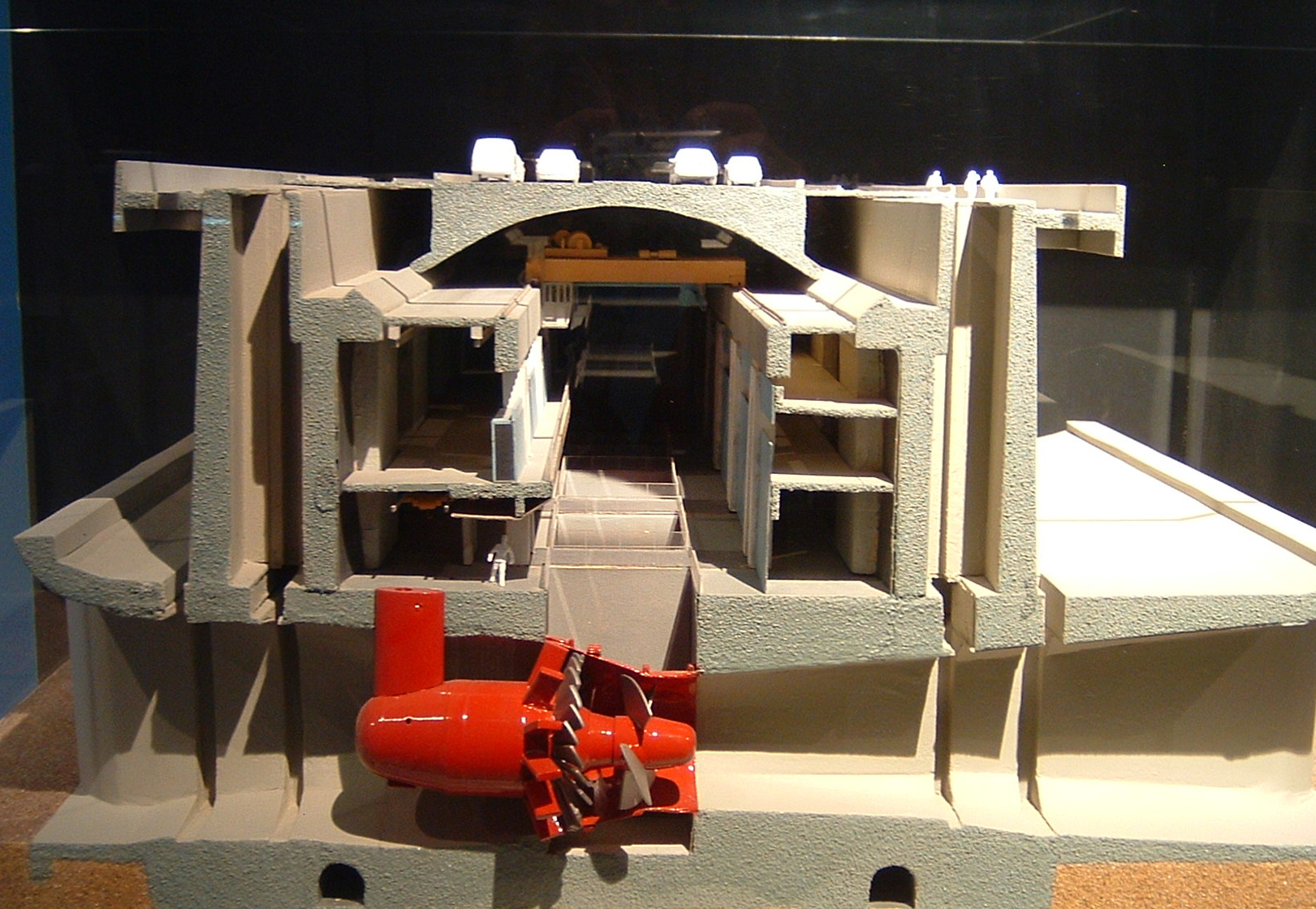
潮汐発電所の縮尺模型

ランス潮汐発電所（らんすちょうせきはつでんしょ、Rance tidal power plant）とは、フランス・ブルターニュ地方のランス川河口にある潮汐発電の発電所である。フランス電力(EDF)が運用している。

## 歴史
1925年にフィニステール県の Aber-Wrac'h で潮汐発電所の建設が行われようとしていたが、財政難により1930年に中止された。それに続く事業案として、この発電所が計画された。潮汐エネルギーの利用は、まったく新しい概念というわけではなく、特にランス川沿いの潮の干満差が大きい地域では昔から潮力水車 (Tide mill) が使われていた。
潮汐発電所をランス川に建設するというアイデアは、1921年の Gérard Boisnoer から始まる。ランス川は干満の差が平均で8m（大潮では最大13.5m）と大きいことが魅力であった。1943年から潮汐利用研究協会 (Société d'étude pour l'utilisation des marées [SEUM]) がランス川で潮汐発電を行なう研究を開始したが、1961年まで実行に移されることはなかった。
発電所の建設に先立ち、建設予定地の排水を行なうためのダムを2基、2年がかりで建設しなければならなかった。ランス川が2基のダムで完全にせき止められ、1963年7月20日に発電所の建設が開始された。
建設には3年かかり、1966年に完成した。同年11月26日に、当時の大統領であったシャルル・ド・ゴールにより発電所の落成式が行なわれた。1967年7月1日には発電所のダム上の道路が開通し、1967年12月4日から送電が開始された。
24基のタービンによる最大定格出力は24万kWで、フランス全土で消費される電力の0.012%を供給する。年間の発電量は約6億kWhで、平均出力は約6.8万kWである。

## 概要
ディナールとサン・マロの南の河口部にダムがあり、その長さは西のBrebisから東のBriantaisまでの750mである。
ダムのうち発電所の部分は長さが332.5mで、潮の満ち干が及ぶ面積は22.5km²である。

### タービン
タービンは双方向に機能し、川の流れと潮汐を交互に利用する。

## 評価
発電所の建設費は多額であったが、その費用はすでに回収済みで、発電コストは原子力発電よりも安い（1kWhあたりの比較で、原子力の20ユーロ・セントに対し18ユーロ・セント）。

### 環境への影響
ダムにより、ランス川には沈泥が堆積してゆくこととなった。ヨーロピアンシーバスやコウイカは回復したが、イカナゴやカレイは姿を消してしまった。河口部には確かに潮の流れがあるが、生態系への影響を抑えるために EDF ではそのレベルの調整しようと試みている。

### 観光名所と橋
潮汐発電所は年間20万人が訪れる観光名所である。ダムの西の端には閘門があり、年間16,000隻の船がイギリス海峡とランス川を行き来している。
ダムの上には県道168号が通っており、ディナールとサン・マロの間で車両の通行が可能である。